# شهرستان سوبلت (وایومینگ)
شهرستان سوبلت، وایومینگ (به انگلیسی: Sublette County, Wyoming) یک سکونتگاه مسکونی در ایالات متحده آمریکا است که در وایومینگ واقع شده‌است.

## خصوصیات
شهرستان سوبلت ۱۲٬۷۸۴٫۲۵ کیلومترمربع مساحت دارد.